# O Crime (1936)
O Crime:  publicação de assuntos criminais publicou-se em Lisboa de forma efémera, entre abril e julho de 1936. Não procura expor o mundo do crime e os seus contornos; antes sim, pretende combater o crime e divulgar as “técnicas utilizadas pela criminologia científica no combate ao mesmo”, razão pela qual é considerada uma publicação especializada. De salientar a estreita relação entre a revista e a Polícia de Investigação Criminal (PIC). Alguns dos nomes ligados ao Crime são: Tomé Vieira (diretor), Mário Pires, Albino Lapa, José Nunes, A. Moreno da Fonseca, João Chaves, Ferraz de Macedo (a título póstumo), Moniz de Aragão, João Eloy e Eduardo Gomes.